# ディズニーランド・ホテル (アナハイム)
ディズニーランド・ホテル（Disneyland Hotel）は、アメリカのカリフォルニア州、アナハイムにあるディズニーランド・リゾート内にあるホテル。

## 概要
1955年に開業したディズニーランドに隣接する形で、同年開業した。現在では様々な場所にディズニーの名を冠したホテルがあり、ディズニーランド・リゾート内にも「ディズニー・グランド・カリフォルニアン・ホテル&スパ」や「ディズニー・パラダイス・ピア・ホテル」などがある。このホテルは最初に作られた、それら全ての先駆けと言える存在である。
1988年からはウォルト・ディズニー・カンパニーが所有し、ディズニー・エクスペリエンスが運営している。

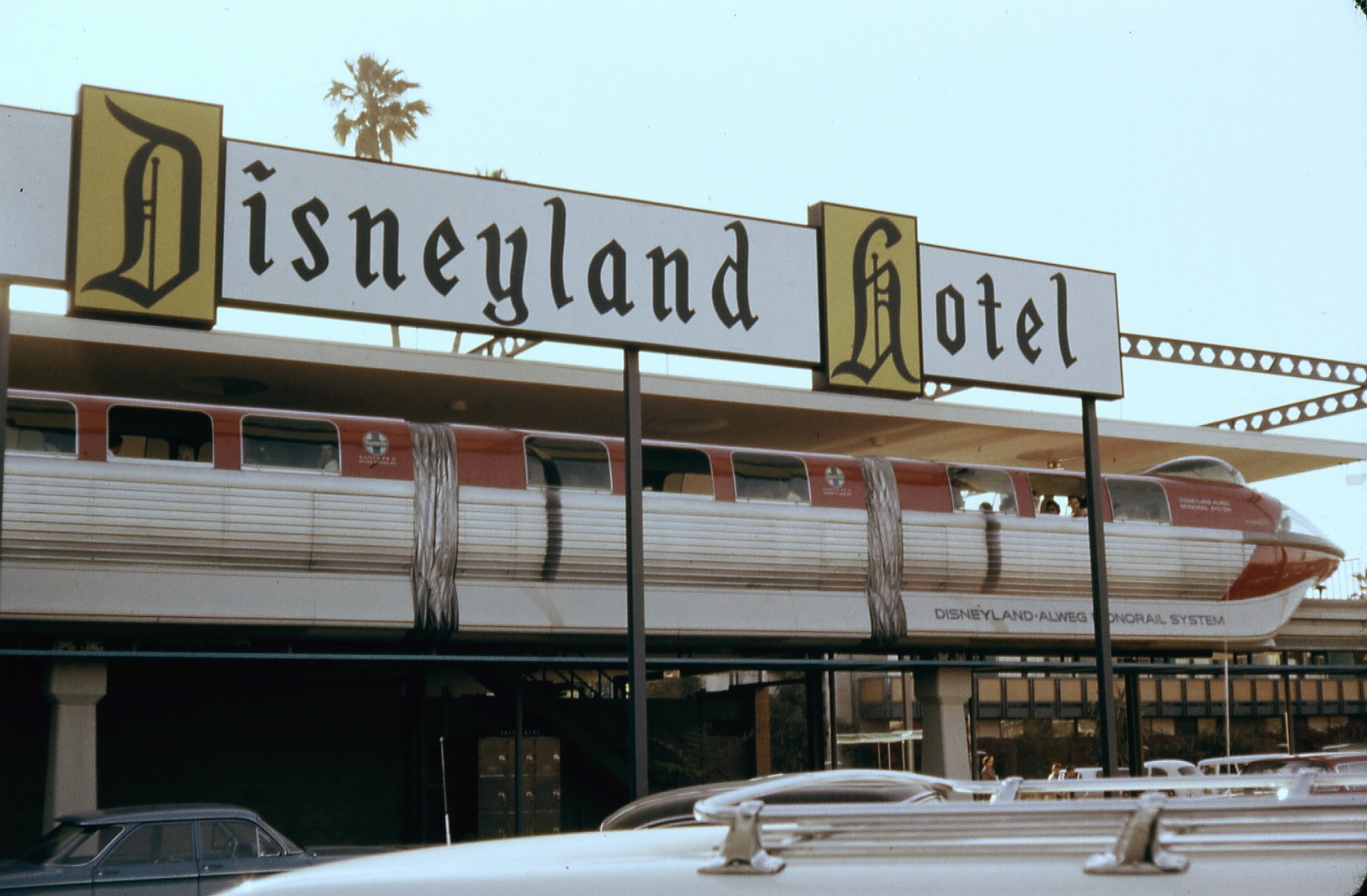
ホテル前のディズニーランド・モノレール

ディズニーランド・モノレールによってホテル内のロビーとディズニーランドは結ばれており、宿泊客は正面の入園ゲートを通ることなくディズニーランド内に向かうことが出来る。

## 歴史
1950年代半ば、カリフォルニア州アナハイムにディズニーランドが建設されることになったが、ここは市街地からは離れた場所でウォルト・ディズニーは訪れた客が夜間泊まることのできる場所を必要だと考えていた。しかしディズニーはパークを作ることに手いっぱいで、自力でホテルを建設するための資本的余裕はなかった。そのためディズニーは、ヒルトンやシェラトンといった有名ホテル企業に声をかけたが、彼らはアナハイムという土地やディズニーランドという全く新しいテーマパークがどんなものなのか想像もつかなかったため協力を断った。そしてディズニーは友人であったジャック・ラザーに声をかけ、ホテルの建設と運営を依頼した。ラザーはかつてテキサスの石油会社で富を築き上げ、映画業界で有名であった。そして既にラスベガスとパームスプリングスでホテルを運営していたことから、その実績を買われた。
ホテルは1955年10月5日にオープンした。以上のような経緯からホテルはディズニー所有ではなく、ジャック・ラザーが所有・運営し、ウォルト・ディズニーとの契約に基づき「ディズニー」の名を利用できるという条件にあった。開業後ディズニーはラザーにホテルの売却を提案したが、ラザーはこれを拒否した。ディズニーランドの大成功と共にホテルも多くの客で賑わい、1956年8月25日には客室数を増やしたうえでグランドオープンし、多くのハリウッドスターやセレブリティが訪れた。開業当初は二階建てだった建物も利用客の増加に合わせてタワーが建設された。1963年にはディズニーランド・モノレールが延伸してホテルのロビーとディズニーランドが直接繋がることとなった。これにより宿泊客はディズニーランドの入園ゲートで並ばずに直接中へ入ることができ、このホテルの大きなセールスポイントとなった。
ホテルの所有者であるジャック・ラザーが1984年に死去し、彼の妻であったボニータ・グランヴィルも1988年に死去すると、ウォルト・ディズニー・カンパニーはラザーの運営していた会社を全て買収した。これによってホテルの所有権や運営権はディズニー社に移り、また買収によって他の様々な権利も手に入れたがそれらは全てほかの企業へ売却された。
1988年以降、ディズニー社によって運営されるようになったホテルは、リゾート全体拡張計画に合わせて改装を行った。1999年にはディズニー・カリフォルニア・アドベンチャーの建設に合わせて規模が現在の収容人数へと縮小された。
ディズニーランド・ホテルは幾度となく形を変えてきたため、現在では開業当初のホテルの建物は一切存在していない。

## ホテル内施設

### 客室
ゲストルームは、1955年にウォルト・ディズニーによって開園した夢と魔法の王国「ディズニーランド」の長い歴史に深い敬意を表した上品さと奇抜さを兼ね備えたものとなっている。ディズニーにちなんだ特製の調度品や眠れる森の美女の城の光る頭板や、時代を感じさせない美術品が置いてある。

### プール
人気アトラクションをモチーフにしたモノレール・プールは、2つのウォータースライダーで迫力満点の急降下を楽しめる娯楽施設がホテル内に存在する。
のんびりと泳ぎを楽しみたい方は、Eチケット＆Dチケット・プールを利用でき、ゆったりとした長椅子でくつろいだり、ミッキー・スパ／ミニー・スパのホットタブでの日光浴に入浴ができる。また、プールサイドのカバナ（別料金）を利用できる。

### レストラン
高級レストランからディズニーの「夢と魔法」をテーマとした満点のレストラン、そしてグーフィーが主人の風変わりなビュッフェ・ダイニングまで、ディズニーランド・ホテルでは趣向を凝らした様々なレストランが3軒、バーが1軒存在している。

#### ステーキハウス 55
古き良きハリウッドをモチーフにしたステーキや極上のステーキやシーフード、厳選されたワインが飲める。

#### タンガロア・テラス
ハワイ料理を味わえるレストランとなっている。

#### グーフィーのキッチン
朝食時間には大人気ディズニーキャラクターのグーフィーがゲストを出迎えてくれる。タイプはビュッフェ・スタイルのレストランとなっている。

#### エンチャンテッド・チキ・バー
独創性溢れるカクテルがあるバーである。